# Бела църква (дем Хрупища)
Вижте пояснителната страница за други значения на Бела църква.
Бѐла цъ̀рква (изписване до 1945 година: Бѣла църква; на гръцки: Ασπροκκλησιά, Аспроклисия, в превод бяла църква) е село в югозападната част на Егейска Македония, Гърция, дем Хрупища, област Западна Македония.

## География
Селото е разположено в най-източните склонове на планината Одре (Одрия) в областта Костенария (Кастанохория) на 6 километра южно от Хрупища (Аргос Орестико). Между Бела църква и съседното село Нестиме (Ностимо) има запазена вкаменена гора.

## История

### В Османската империя
Църквата „Свети Атанасий“, разположена на половин километър западно от селото на пътя за Нестиме, е от 1851 година, но в нея са запазени поствизантийски икони от по-стар храм. В края на XIX век Бела църква е българско село в Населишка каза на Османската империя. Селото е разположено на самата българо-гръцка етническа граница – на юг има само гръцки и влашки села. Според статистиката на Васил Кънчов („Македония. Етнография и статистика“) в 1900 година Бела църква има 210 жители българи християни. На картата на австро-унгарския генерален щаб е отбелязано като Belacrkva (Asprokilia).
В началото на XX век християнските жители на Бела църква са под върховенството на Цариградската патриаршия. Според Христо Силянов през април 1904 година Бела църква минава под върховенството на Българската екзархия.
В 1904 година при реорганизацията на Костенарийския революционен район след Илинденско-Преображенското въстание, в Бѣла Черква е създаден революционен комитет на Вътрешната македоно-одринска революционна организация.
На Етнографската карта на Битолския вилает на Картографския институт в София от 1901 година Бела църква е чисто българско село в казата Населица на Серфидженския санджак с 30 къщи.
Според секретаря на екзархията Димитър Мишев („La Macédoine et sa Population Chrétienne“) в 1905 година в селото има 240 българи патриаршисти гъркомани.
В Екзархийската статистика за 1908/1909 година Атанас Шопов поставя Бѣла-Църква в списъка на „българо-патриаршеските, полупогърчени села“ в Населичка каза.
Според Георгиос Панайотидис, учител в Цотилската гимназия, Аспроклисия (Ασπροκκλησιά) в 1910 година има около 30 „българогласни семейства с гръцко съзнание“. В селото работи начално гръцко училище с 1 учител и 18 ученици мъже.
Според Георги Константинов Бистрицки Бела църква преди Балканската война има 40 български къщи, а според Георги Христов и 1 куцовлашка.
На етническата карта на Костурското братство в София от 1940 година, към 1912 година Бѣла църква е обозначено като българско селище.

### В Гърция
През войната селото е окупирано от гръцки части и остава в Гърция след Междусъюзническата война.
Боривое Милоевич пише в 1921 година („Южна Македония“), че Бела църква (Бела Црква) има 25 къщи славяни християни и 4 къщи погърчени славяни, власи и гърци. В селото не са заселвани гърци бежанци.
Селото пострадва през Гражданската война в Гърция, когато част от жителите му го напускат.
| Име     | Име       | Ново име    | Ново име    | Описание |
| ------- | --------- | ----------- | ----------- | -------- |
| Байраци | Μπαϊράτσι | Керасотопос | Κερασότοπος |          |

| Година    | 1913 | 1920 | 1928 | 1940 | 1951 | 1961 | 1971 | 1981 | 1991 | 2001 | 2011 | 2021 |
| --------- | ---- | ---- | ---- | ---- | ---- | ---- | ---- | ---- | ---- | ---- | ---- | ---- |
| Население | 257  | 257  | 273  | 410  | 360  | 395  | 354  | 380  | 414  | 419  | 358  | 332  |

## Личности
Родени в Бела църква
- Атанас Гурлев (Αθανάσιος Γκούρλας), гръцки андартски деец от ІІІ ред[17]
- Атанас Христов, български революционер, четник на Кръсто Лазаров в 1914 година[18]
- Георги Василев (Γεώργιος Βασιλείου), гръцки андартски деец от ІІ ред[17]
- Константин Михайлов (Κωνσταντίνος Μιχαηλίδης), свещеник, гръцки андартски деец, четник[17]